# The Modern Lovers
The Modern Lovers var et amerikansk garagerock-band dannet i 1970 i Boston. The Modern Lovers er især kendt for sin store indflydelse på udviklingen af genrer som punk, postpunk, alternativ rock og indie rock.
Ud over frontmanden Jonathan Richman talte bandet blandt andet den senere Talking Heads keyboardspiller Jerry Harrison og den senere The Cars trommeslager David Robinson. Gruppen indspillede i 1972 albummet Modern Lovers, der dog først blev udgivet i 1976. 
Gruppen blev imidlertid opløst kort efter indspilningerne, og siden har Richman i princippet arbejdet alene, selv om han lavede flere plader op gennem 1970'erne under navnet "Jonathan Richman and The Modern Lovers". Besætningerne på disse plader var imidlertid forskellige fra gang til gang, og de fungerede nærmest som Richmans backinggrupper. Karakteristisk for disse tidlige års albums er simple og korte sange med næsten naivistiske tekster, instrumenteringer og melodier. 

## Diskografi

### The Modern Lovers
- The Modern Lovers (1976)
- Rock'n'Roll With The Modern Lovers (1977)
- The Original Modern Lovers (1981)

### Jonathan Richman and The Modern Lovers
- Jonathan Richman & The Modern Lovers (1977)
- Jonathan Sings! (1983)
- Rockin' And Romance (1985)